# 后藤畅
后藤畅（1934年6月26日—），福岡縣出身，是一名日本男子游泳运动员，毕业于日本大学。他曾在1952年夏季奥林匹克运动会中，参加了男子4×200米自由式接力比赛并获得银牌。